# Glyphocrangon spinicauda
Glyphocrangon spinicauda is een garnalensoort uit de familie van de Glyphocrangonidae. De wetenschappelijke naam van de soort werd in 1881 voor het eerst geldig gepubliceerd door Alphonse Milne-Edwards.